# Jacques Hairabedian
Jacques Hairabedian (* 7. November 1926 in Fumel, Frankreich; † 14. Dezember 2014 in Bastia) war ein französischer Boxer armenischer Herkunft. Er war Europameister der Berufsboxer im Halbschwergewicht.

## Werdegang
Jacques Hairabedian war Sohn armenischer Eltern, die 1915 vor der Verfolgung durch die Türken aus Syrien nach Marseille geflüchtet waren. Er wuchs in Issy-les-Moulineaux, Clamart Meudon, auf. Französischer Staatsbürger von Geburt an, verließ er mit 15 Jahren die Schule und war danach Fabrikarbeiter.

### Amateurlaufbahn
Jacques Hairabedian begann 1943 im Alter von 17 Jahren im Jockey-Club von Issy mit dem Boxen und trat 1944 in die französische Armee ein. 1946 wurde er Meister der Île-de-France und französischer Militärmeister im Weltergewicht. 1947 gelang ihm sein größter Erfolg in seiner Amateurlaufbahn. Bei den in Berlin stattfindenden Meisterschaften der alliierten Streitkräfte belegte er mit einem Punktsieg über den US-Amerikaner James Johnson den 1. Platz.

### Profilaufbahn
Jacques Hairabedian bestritt am 9. Oktober 1948 in Paris seinen ersten Profikampf. Im Mittelgewicht gewann er dabei über Bernardo Pacini nach Punkten, gegen den er am 18. Januar 1949 nach drei schnellen K.-o.-Siegen über französische Gegner, in der Revanche durch Disqualifikation in der 5. Runde verlor. Im Jahre 1950 gelangen ihm Siege über Mohamed Embarek und Ben Tahar, mit denen er sich das Herausforderungsrecht an den französischen Meister im Halbschwergewicht Albert Yvel erkämpfte.
Dieser Meisterschaftskampf fand am 8. April 1950 in Algier statt und Albert Yvel gewann durch techn. K. o. in der 6. Runde. Dass er diesen Rückschlag gut überwunden hatte, bewies Jacques Hairabedian am 17. November 1950 in Berlin, als er gegen den gefürchteten deutschen K.-o.-Schläger Dieter Hucks ein Unentschieden erkämpfte.
Am 11. November 1951 gewann er dann in Paris die französische Meisterschaft im Halbschwergewicht durch einen Punktsieg über 15 Runden über Joseph Roude. Am 22. April 1952 kämpfte Jacques Hairabedian in London gegen Ex-Weltmeister Randy Turpin aus England und musste die Bitternis einer K.-o.-Niederlage in der 3. Runde verspüren. Nach erneuten Siegen über Albert Yvel am 18. Oktober 1952 und am 24. Januar 1953, jeweils in Istanbul erzielt, erhielt er am 12. Juli 1953 die Chance in Rom gegen Renato Tontini um die Europameisterschaft zu boxen. Jacques Hairabedian gewann diesen Kampf über 15 Runden nach Punkten und wurde neuer Europameister im Halbschwergewicht.
Am 9. September 1954 verteidigte er diesen Titel in Hamburg gegen den Deutschen Gerhard Hecht und unterlag diesem knapp nach Punkten. Danach trat er, verletzungsgeplagt, vom Boxsport zurück. Er wurde Geschäftsmann in der Transportbranche und engagierte sich in Wohltätigkeitsorganisationen zur Unterstützung in Not geratener armenischer Landsleute.

## Weblink
- Jacques Hairabedian in der BoxRec-Datenbank